# Aschach (rivière)
Pour les articles homonymes, voir Aschach.
L'Aschach est une rivière autrichienne qui coule dans le land de Haute-Autriche, et un affluent de l'Innbach, donc un sous-affluent du Danube.